# 鹤市镇
鹤市镇是中国广东省河源市龙川县下辖的一个镇，位于龙川县的东南部，是龙川县东南部的政治、经济、文化中心。全镇总面积52平方公里，下辖1个社区9个村，常住人口2.9万人。